# الدوري الهولندي الممتاز 1948–49
الدوري الهولندي الممتاز 1948–49 (بالهولندية: Nederlands landskampioenschap voetbal 1948/49)‏ هو موسم من الدوري الهولندي الممتاز. أشرف على تنظيمه الاتحاد الملكي الهولندي لكرة القدم، وفاز فيه SV SVV ‏.